# Isola di Carlisle
Carlisle (in lingua aleutina Kigalĝa) è un'isola vulcanica disabitata del gruppo delle isole Four Mountains, nell'arcipelago delle Aleutine, e appartiene all'Alaska (Stati Uniti).
L'isola era stata chiamata Tano dal tenente Gavriil Saryčev della Marina imperiale russa, in seguito Tanakh-Angunakh, Kigalgin, e infine (nel 1894) ha avuto il suo attuale nome dall'ufficio navale idrografico americano in onore di John G. Carlisle , ministro del Tesoro.
L'isola si trova a 3,1 km da Chuginadak e 9 km a nord-est dell'isola Herbert. L'isola ha un diametro di 6,9 km ed è dominata dal vulcano Carlisle, uno stratovulcano alto 1.610 m.